# Grabianowo (powiat gostyński)
Grabianowo – wieś w Polsce położona w województwie wielkopolskim, w powiecie gostyńskim, w gminie Krobia.

## Historia
Wieś pierwotnie związana była z Wielkopolską i powstała na przełomie średniowiecza i nowożytności. Istnieje co najmniej od pierwszej połowy XVI wieku. Wymieniona została w łacińskim dokumencie datowanym na 1510 pod nazwą Grabyanowo, 1530 Grabyonovo, 1564 Grabianouo, 1571 Grabianowo, 1581 Grabionowo.
Miejscowość była własnością biskupstwa poznańskiego w kluczu dóbr Krobia. W 1530 leżała w powiecie kościańskim Korony Królestwa Polskiego. W 1510 miejscowość należała do parafii Krobia.
Wieś odnotowały historyczne spisy podatkowe. W 1510 we wsi było 8 łanów osiadłych, 3 łany opuszczone oraz 2 łany sołeckie. W 1530 pobrano podatki z 6 łanów oraz od jednego łanu należącego do sołtysa. W 1564 miejscowość liczyła 10 i 3/4 łana, a w tym 8 łanów osiadłych, z każdego płacono co roku czynsz w wysokości jednej grzywny oraz 8 groszy, 4 ćwiertnie owsa, dwa kapłony, dwa koguty, 10 jaj, dwa grosze krownego. Z 2 i 3/4 łana opuszczonego płacono czynsz po grzywnie oraz 8 groszy, a z 2 łanów opuszczonych płacono 4 talary, natomiast z 3 kwart jeden talar robotnego. Z kolejnego 1,5 łana opustoszałego płacono 6 ćwiertni owsa. W 1571 zapłacono podatki z 8 łanów oraz 2 łanów sołeckich oraz od jednego komornika. W 1581 od 7 łanów, 2 łanów sołeckich, 1 i 1/4 łana opuszczonego, od jednego łana zagrodnika oraz od jednego komornika.
W 1581 miejscowość położona była w powiecie kościańskim województwa poznańskiego w Rzeczypospolitej Obojga Narodów.
Po rozbiorach Polski miejscowość wraz z całą Wielkopolską znalazła się w zaborze pruskim. W okresie Wielkiego Księstwa Poznańskiego (1815-1848) miejscowość należała do wsi większych w ówczesnym pruskim powiecie Kröben (krobskim) w rejencji poznańskiej. Grabianowo należało do okręgu ekonomii Krobia tego powiatu i stanowiło część majątku Chumiętki, którego właścicielem był wówczas rząd pruski w Berlinie. Według spisu urzędowego z 1837 roku wieś liczyła 101 mieszkańców, którzy zamieszkiwali 11 dymów (domostw).
W latach 1975–1998 miejscowość należała administracyjnie do województwa leszczyńskiego.
Miejscowość położona jest 2 km od Krobi, przy drodze do Rogowa i trasie kolejowej Leszno-Krotoszyn.
Zobacz też: Grabianowo, Grabianów